# The Room (игра)
The Room (с англ. — «Комната») — это инди-игра и мистическая головоломка, разработанная независимой британской студией Fireproof Studios. Игра была изначально выпущена в сентябре 2012 года для планшетных устройств iPad, а позже затем для мобильных устройств Android, персональных компьютеров и игровой приставки Nintendo Switch. Игра представляет собой эмулятор шкатулки с секретами, а цель игрока сводится к тому, что он должен изучать шкатулку на предмет скрытых предметов и ящичков, решать спрятанные в ней головоломки.
The Room стал экспериментальным проектом для Fireproof Studios, которые хотели создать оригинальную и качественную мобильную игру, с игровым процессом, максимально извлекающим выгоду от использования сенсорного экрана. Игра в итоге стала одним из самых продаваемых приложений в App Store, а также получила ряд престижных наград.
Игровые критики также благосклонно отозвались об игре, средняя оценка iOS-версии по версии агрегатора Metacritic составила 88 баллов из 100 возможных. Рецензенты назвали игровой процесс The Room крайне оригинальным, а также похвалили её за мрачную атмосферу и качественный музыкальный саундтрек. Тем не менее критики заметили, что сама игра получилась слишком короткой.
Успех игры породил серию сиквелов, таких, как The Room Two, The Room Three, The Room: Old Sins и The Room VR: A Dark Matter.

## Игровой процесс

Цель игрока заключается в том, что он должен открыть шкатулку, разгадывая спрятанные на её поверхности головоломки и находя скрытые предметы

The Room представляет собой мистическую трёхмерную головоломку. Перед игроком представлена многослойная шкатулка, скрывающая в себе потайные дверцы и выдвижные ящики, которые игрок должен поэтапно находить, брать оттуда ключи, гвозди, ручки от шкафа или другие фрагменты. С помощью них игрок может открыть новые дверцы и сталкиваться с новыми головоломками. Для их решения игроку зачастую надо манипулировать предметами, перемещать их, вращать и подбирать правильные комбинации, которые в свою очередь можно узнать с помощью скрытых подсказок. Когда игроку удаётся решить все головоломки, перед ним раскрывается новый ящик. Всего шкатулка имеет четыре слоя, условно игра также делится на четыре эпизода. Первый из которых представляет собой учебное руководство, демонстрирующее, как можно взаимодействовать с предметами, и как можно перемещать камеру.
Игрок может собирать найденные предметы в инвентаре, а также пользоваться волшебным окуляром, позволяющим видеть сквозь предметы и находить фигуры, скрытые в другом измерении. Их поиск также является необходимым условием продвижения в игровом процессе. Решение головоломок с фигурами из скрытого измерения не сходится с законами физики, например игрок должен подобрать правильный ракурс, чтобы фрагменты сложились в правильный узор, таким образом из «ниоткуда» появляются новые предметы или же меняется форма ящичка шкатулки.
В игре также представлена простая сюжетная линия в виде записок от некоего учёного «А. С.», которые игрок может находить по мере прохождения. В записках он повествует о том, что ранее разгадал все загадки шкатулки и узнал, что её сверхъестественные свойства связаны с эфирным нулевым элементом, однако по мере попытки раскрытия свойств данного материала, учёный начинал медленно впадать в безумие.

## Разработка

### Игровой процесс
Разработкой игры занималась независимая британская студия Fireproof Games, состоящая из шести разработчиков. Раннее они работали на компанию Criterion Games и принимали участие в разработке игр серии Burnout; вместе создатели решили покинуть компанию и образовать собственную команду с целью помогать в работе над дизайном других инди-игр. Так, команда занималась дизайном таких игр, как обе части LittleBigPlanet, DJ Hero, гоночные игры Split/Second: Velocity и Blur. В 2012 году, команда решила создать собственный проект, однако они пришли к выводу, что у них не хватит денежных средств на разработку полноценной игры для персональных компьютеров и игровых приставок и решили создать игру для мобильных устройств, так как на их создание как правило вкладывают меньше денежных средств. Команда узнала, что мобильные игры создаются в подавляющем большинстве, как упрощённые или даже халтурные порты, даже если их разработчики имеют опыт создания компьютерных и приставочных игр. В итоге команда решила создать высокобюджетный проект и доказать, что мобильная игра может быть оригинальной и качественно сделанной. Создатели также нацелились на поиск своей игровой аудитории со слов Барри Милда, основателя Fireproof Games. Так, команда поставила перед собой цель «создать лучшею игру на iOS», вложив не только достаточные средства на проработанный геймплей с графикой, но создать оригинальное управление, максимально извлекая выгоду из сенсорного экрана, как это сделали например разработчики таких игр, как Cut the Rope и Angry Birds. Одновременно команда хотела создать игру с «захватывающей атмосферой» и её элементы управления, художественный стиль и музыкальное сопровождение максимально связать с тактильными взаимодействиями игрока с экраном.

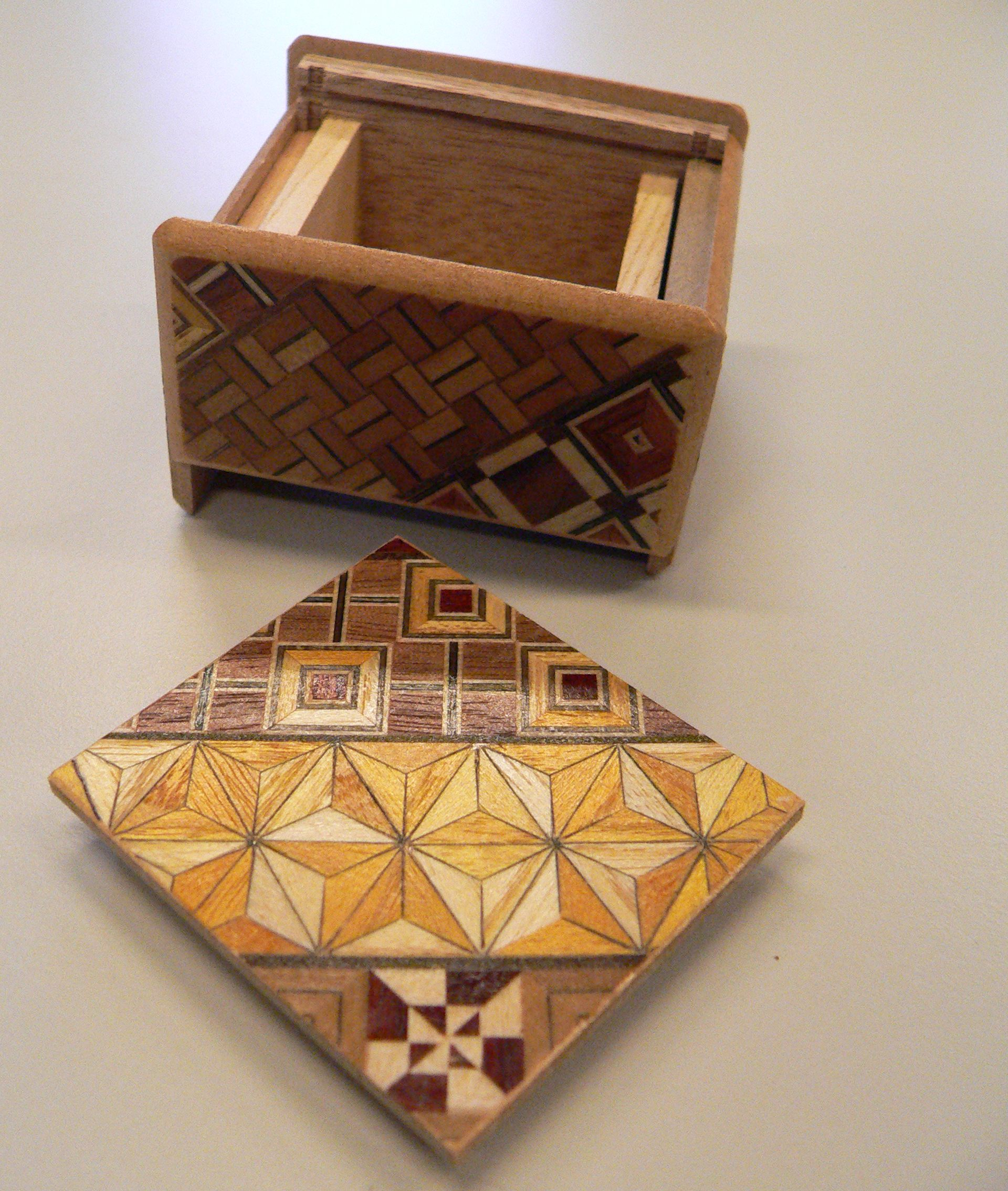
Разработчики при создании игрового процессa вдохновлялись азиатскими шкатулками-головоломками.

Так, в январе 2012 года Fireproof наняла программиста для работы над проектом The Room. В разработке участвовали два человека, остальные же члены команды продолжали работать над дизайном игр сторонних разработчиков. Создатели заметили, что ещё тогда не могли позволить себе задействовать более чем трёх человек, так как работа над сторонними играми приносила им необходимый денежный доход. Помимо этого, создателям было необходимо закончить проект за полгода. Для создания The Room был использован игровой движок Unity. Общая стоимость разработки оценивалась в 160 000 фунтов стерлингов. Изначально игра называлась Puzzle Box и её прототип был создан в течение нескольких недель. При разработке тактильного управления создатели включили в игру физический движок так, что все движущиеся объекты в игре обладали некоторым весом. Так, со слов создателей, введя имитацию физической реакции на управление через сенсорный экран, «команде удалось преодолеть этот колоссальный барьер, с которым сталкивались игроки без геймпада или контроллера».

### Дизайн и музыка
С самого начала создатели хотели связать игровой процесс с изучением азиатской шкатулки с секретом, которая может скрывать сотни секретных ходов и одновременно демонстрировать всю художественную красоту, вложенную мастером шкатулки. Согласно ранней задумке, игрок должен был попытаться открыть азиатскую шкатулку. Создатели также вдохновлялись мобильной игрой Zen Bound, которая хоть и обладала простой графикой и игровым процессом, но подкупала игрока именно своим художественным стилем и атмосферностью. В процессе разработки, создатели решили связать тематику игры с атмосферой стимпанка, мрачности и таинственности. Тем не менее у создателей не было планов создать откровенную игру ужасов, а лишь слегка придать атмосферу страха, не через «дешёвые приёмы», такие как «внезапные выпрыгивания или ревущие крики», а через прохладную и тревожную атмосферу в целом без попытки кого либо испугать. При этом создатели намеренно избегали каких либо реальных религиозных символов и библейских отсылок, боясь, что их могут обвинить в пропаганде сатанизма.
Отвечая на вопрос, почему игра предоставляет слабую сюжетную линию в отличие от сиквелов, создатели заметили, что были ограничены малыми бюджетными средствами и сюжетные вставки в виде записок несли собой лишь цель усилить атмосферу игры. Решение развить полноценную сюжетную линию было принято при разработке продолжений. Не менее важную роль создатели уделили музыкальному сопровождению, которое также должно было играть существенную роль в придании атмосферы страха и таинственности. Создатели решили также избегать использование музыки типичной для жанра ужасов, отдав предпочтение жанру эмбиент, совмещая его с ненавязчивыми фоновыми звуками, таким, как например скрип старого дерева или звук от колышущихся цепей.

### Выход
Команда разработчиков после попытки договориться с игровыми издателями решила работать над проектом полностью на собственных силах, так как ни один из издателей не был заинтересован в финансировании высокобюджетной мобильной игры без каких-либо элементов экшена за единоличную плату и без встроенных микроплатежей. По этой же причине команда принялась за проект на свой страх и риск, так у них не было средств на продвижение игры через рекламу. Команда же сделала ставку на то, что The Room привлечёт прессу и игроков именно своим качеством.
Игра изначально создавалась для планшетных устройств iPad (совместимо с моделями iPad 2 и новее), её выпуск состоялся в сентябре 2012 года. Fireproof также адаптировала игру для работы на iPhone 4s. Тем не менее во время её выхода, не было способа указать пользователям iPhone 4, что игра не будет работать на их устройстве. По этой причине, разработчики выпустили условно бесплатную версию The Room Pocket 2 декабря 2012 года, которая включала в себя лишь первую главу головоломки, с возможностью купить оставшеюся часть игры, чтобы не вызвать гневную реакцию у пользователей iPhone 4. Разработчики заметили, что начиная с 2018 года, доходы от внутриигровых покупок в The Room Pocket превысили доходы от продаж The Room.
Версия игры The Room для Android была разработана компанией Humble Bundle и выпущена 26 марта 2013 года. В августе 2013 года было выпущено бесплатное расширение, добавляющее дополнительный уровень в секретную шкатулку с намёком на выпуск игры-продолжения в будущем. Fireproof также разработала версию игры для Microsoft Windows, которая вышла 28 июля 2014 года. При этом разработка данного порта была запланирована только в случае успеха мобильной игры. Адаптация игры для управления мышью сопровождалась значительными трудностями, создателям пришлось разрабатывать The Room практически заново с участием команды, состоящей уже из 14 человек, при риске того, что компьютерная версия может оказаться далеко не такой успешной, как мобильная.
Версия для Nintendo Switch была выпущена 18 октября 2018 года, а издателем игры выступила компания Team17. Данный порт поддерживает элементы сенсорного управления, что и мобильная игра, но также использует Joy-Con от Switch для игры в телевизионном режиме. Версия Switch также поддерживает улучшенную графику и включает в себя DLC из оригинальной игры.

## Восприятие

### Продажи и награды
После того, как The Room была выпущена для планшетных устройств iPad, средства, вложенные в неё, окупились за первую неделю после выхода игры, разработчики начали задумываться о выпуске дополнений, а также разработке следующих проектов. По состоянию на март 2013 года, The Room для iPad была куплена 1,4 миллиона раз, войдя в список приложений-бестселлеров в App Store. Бесплатная, Pocket-версия была скачана более, чем 2,4 миллиона раз. По состоянию на октябрь 2016 года, The Room была куплена более, чем 6.5 миллиона раз, а вместе со всеми её сиквелами — 11.5 миллиона раз.
После выхода The Room была удостоена премии Apple в категории «выбор редакции», была признана «лучшей игрой 2012 года на iPad», а также получила премию BAFTA как лучшая британская видеоигра:
| Дата | Награда                                   | Категория                         | Ссылка |
| ---- | ----------------------------------------- | --------------------------------- | ------ |
| 2012 | Apple Inc                                 | Игра года на iPad                 | [ 18 ] |
| 2012 | BAFTA                                     | Лучшая британская игра            | [ 19 ] |
| 2012 | Game Developers Choice Awards             | Лучшая мобильная игра             | [ 20 ] |
| 2012 | The International Mobile Game Awards      | Превосходное визуальное искусство | [ 21 ] |
| 2012 | TIGA                                      | Лучший дизайн игры                | [ 22 ] |
| 2012 | New York Video Game Critics Circle Awards | Лучшая мобильная/iOS игра         | [ 23 ] |
| 2012 | JayisGames.com                            | Лучшая мобильная головоломка      | [ 24 ] |
| 2012 | Gamezebo                                  | Лучшая игра на iPad               | [ 25 ] |
| 2012 | Cnet Aus                                  | Лучшая мобильная игра             | [ 26 ] |

### Критика
| Сводный рейтинг       | Сводный рейтинг                       |
| Агрегатор             | Оценка                                |
| --------------------- | ------------------------------------- |
| GameRankings          | 77,50 %                               |
| Metacritic            | iOS: 88/100 PC: 73/100 Switch: 80/100 |
| Иноязычные издания    |                                       |
| Издание               | Оценка                                |
| Edge                  | iOS:                                  |
| TouchArcade           | iOS:                                  |
| MacLife               | iOS: 9,0/10                           |
| Slant Magazine        | PC:                                   |
| Digitally Downloaded  | PC:                                   |
| Русскоязычные издания |                                       |
| Издание               | Оценка                                |
| PlayGround.ru         | iOS: 9/10                             |

Игра The Room получила преимущественно положительные оценки со стороны игровых критиков, в частности для платформ Nintendo Switch и iOS, оценка компьютерной версии была более сдержанной.
Критик сайта Slide to Play заметил, что The Room — это великолепная и таинственная игра, которую обязательно должен попробовать каждый фанат головоломок. Аналогично заметил представитель Apple’N’Apps, назвавший игру The Room абсолютно уникальным и захватывающим опытом, которую необходимо иметь в коллекции обязательных игр на iOS. Критик сайта Maclife считает, что игра стимулирует мыслительные процессы. Представитель сайта Games Master UK признал, что команде создателей Fireproof удалось создать современную версию знаменитой франшизы Myst для всё более разборчивой игровой аудитории, а также редактор выразил надежду увидеть продолжения от создателей. Рецензент сайта Thunderbolt считает, что The Room наряду с другой iOS-игрой Papa Sangre являются весомым аргументом в пользу идеи того, что творчество начинается с технологии, отказываясь навязывать идею без размышлений. Именно это чувство делает The Room такой уникальной и важной, предлагая что-то недоступное, запрятанное в другом месте.
Гэрри Слейтер с сайта Pocker Gamer заметил, что многие из создателей высокобюджетных игр для игровых приставок вкладывают миллионы фунтов в то, чтобы создать правдоподобные, живые миры и добиться признания того, что они создали что-то новое и особенное. Тем не менее аналогичную атмосферу с успехом отражает инди-игра Room благодаря шкатулкам, «жуткой атмосфере» и оригинальному дизайну, «более напряженному, чем тысячи изрешеченных пулями шутеров», навязчивой музыке и волшебной линзе, позволяющей заглядывать в параллельный мир. По сути, критик заметил, что The Room представляет собой небольшую приключенческую игру. Благодаря обилию тактильного взаимодействия с предметами, The Room по мнению Слэйтера буквально сразу же затягивает игрока. Нисса Кэмпбелл с сайта TouchArcade заметила, что с первого взгляда кажется, что игра удушает чувством страха и клаустрофобии, тем не менее игрок быстро забудет об этом, когда погрузится в решение головоломок. Критик заметила, что интерактивное взаимодействие с предметами, сопровождающиеся интенсивными звуковыми эффектами дарит игроку чувство, будто он сам в живую держит недостающие фрагменты и дёргает за рычаги. Рецензентка подытожила, что «разгадка тайны не удовлетворит игрока, так как „The Room“ предлагает лишь одну главу в истории. Всё заканчивается слишком быстро и как это часто бывает с невозможными загадками, они заканчиваются очередным вопросом. Тем не менее сама игра получилась элегантной, привлекательной, передающей атмосферу мрачных экспериментов. Вы не знаете, куда именно приведет вас поиск, но, похоже, это не поможет».
Дениел Кремсер, критик чешского игрового сайта Games.Tiscali заметил, что The Room ломает устоявшийся стереотип о том, что мобильные игры — это халтурные продукты, продающиеся почти бесплатно и предлагающие минимальное количество игрового процесса. С точки зрения критика, «The Room» — удивительно глубокая и великолепная игра, совмещающая «в себе элементы классической приключенческой и инди-игры в игровом кармане». По мнению редактора, представленные головоломки не так сложны а сам игровой процесс ориентирован скорее на поиск необходимых предметов. Критик заметил, что версия для ПК практически не отличается от версии для iPad, хотя игры хватит «всего на один вечер», она гарантирует игроку полное погружение и получение удовольствия от игрового процесса.
Разгромный отзыв оставил критик сайта Slant Magazine, который считает, что на фоне того, что подавляющее число мобильных игр предлагают халтурный игровой процесс и примитивную двухмерную графику, The Room сумела завоевать признание именно благодаря своей трёхмерной проработанной и масштабированной графике с мистической атмосферой. Критик заметил однако, что если расценивать Room не как исключение в мире мобильных игр, а как полноценную игру, то она оказывается «разочаровывающе» короткой и посредственной. Головоломки по мнению критика слишком примитивны и решаются методом проб и ошибок.

### Влияние
The Room при её выходе в 2012 году стала феноменом и привлекла интерес прежде всего благодаря своим нетипичным игровым процессом на фоне остальных игр. Также The Room установила новую планку качества для мобильных игр, которой большинство из них не соответствовало в то время. The Room также сформировала новый мобильный игровой жанр мистической головоломки с мрачной «околоужасной» атмосферой и затрагивающей такие темы, как упадок человеческого разума, тайные сообщества и разрушение отношений. Сама игра положила начало франшизе, в рамках которой на протяжении следующих лет были выпущены такие игры, как The Room Two, The Room Three, The Room: Old Sins и The Room VR: A Dark Matter.

## Продажи
Летом 2018 года, благодаря уязвимости в защите Steam Web API, стало известно, что точное количество пользователей сервиса Steam, которые играли в игру хотя бы один раз, составляет 327 417 человек.